# القفز
القفز هو شكل من أشكال الحركة التي يقوم فيها كائن حي أو نظام ميكانيكي غير حي (مثل الآلي) بدفع نفسه عبر الهواء على طول مسار باليستي. يمكن تمييز القفز عن الركض

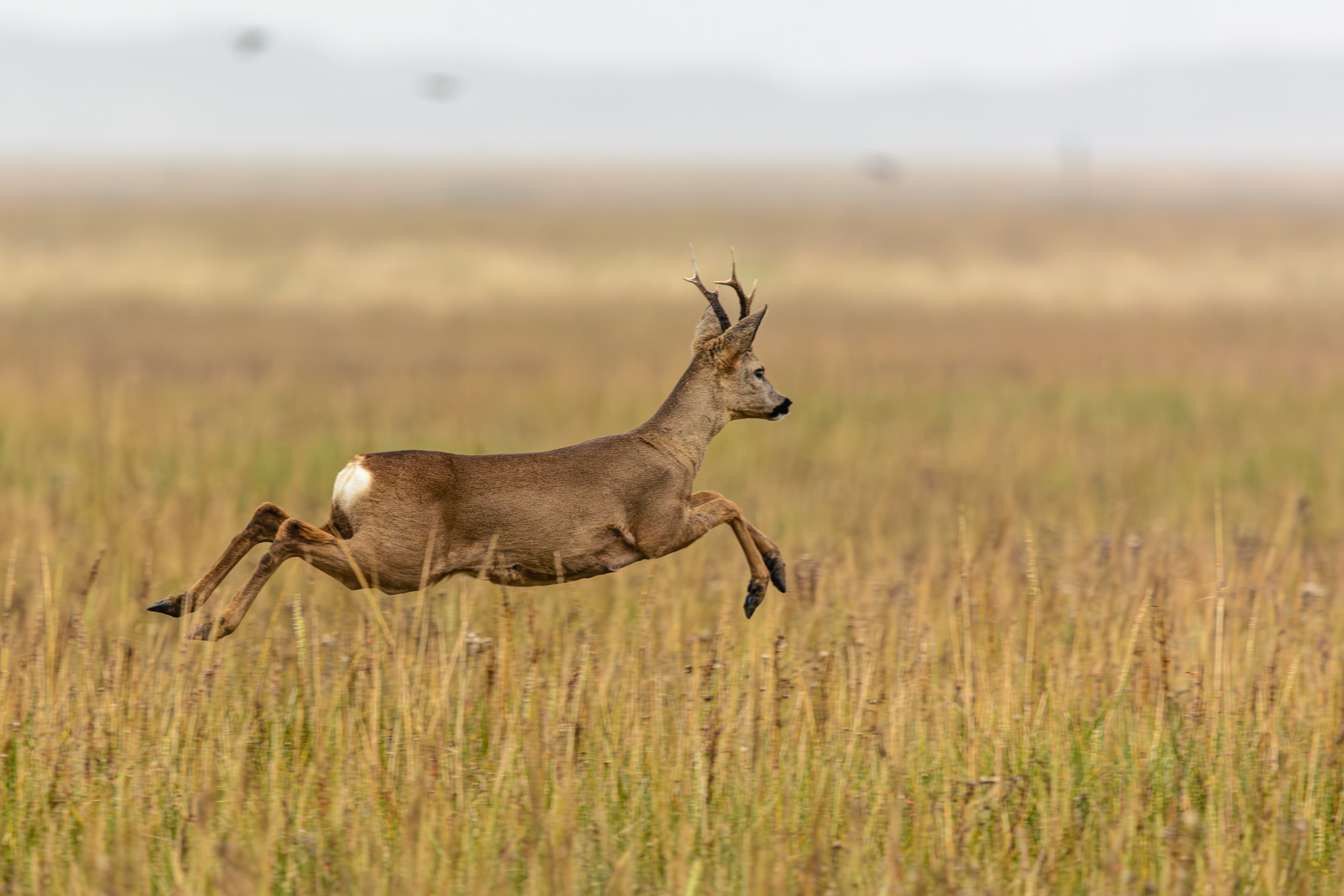
أيل يقفز، متنزهات بحر وادن الوطنية.ناتنننننحم عدد ه. هدي عدد عدد عدد عدد عدد عدد هو عدد عدد عدد عدد ان ان عدد عدد عدد عدد عدد عدد عند عند عدد ط هم ط او هد عدد عدد عدد دط عدد عند عن عدد هو عدد

والهرولة والمشي، حيث يكون الجسم بالكامل في الهواء مؤقتاً، من خلال المدة الطويلة نسبياً للمرحلة الهوائية والزاوية العالية للانطلاق الأولي. تستخدم بعض الحيوانات، مثل الكنغر، القفز كشكل أساسي من أشكال الحركة، بينما يستخدمها آخرون، مثل الضفادع، فقط كوسيلة للهروب من الحيوانات المفترسة. يعد القفز أيضاً ميزة رئيسية لمختلف الأنشطة والرياضات، بما في ذلك الوثب الطويل والوثب العالي والقفز الاستعراضي.

## فيزيائياً
يتضمن القفز تطبيق القوة ضد الركيزة، والتي بدورها تولد قوة رد فعل تدفع العبور بعيداً عن الركيزة. يمكن لأي مادة صلبة أو سائلة قادرة على إنتاج قوة معارضة أن تكون بمثابة ركيزة، بما في ذلك الأرض أو الماء. ومن الأمثلة على ذلك الدلافين التي

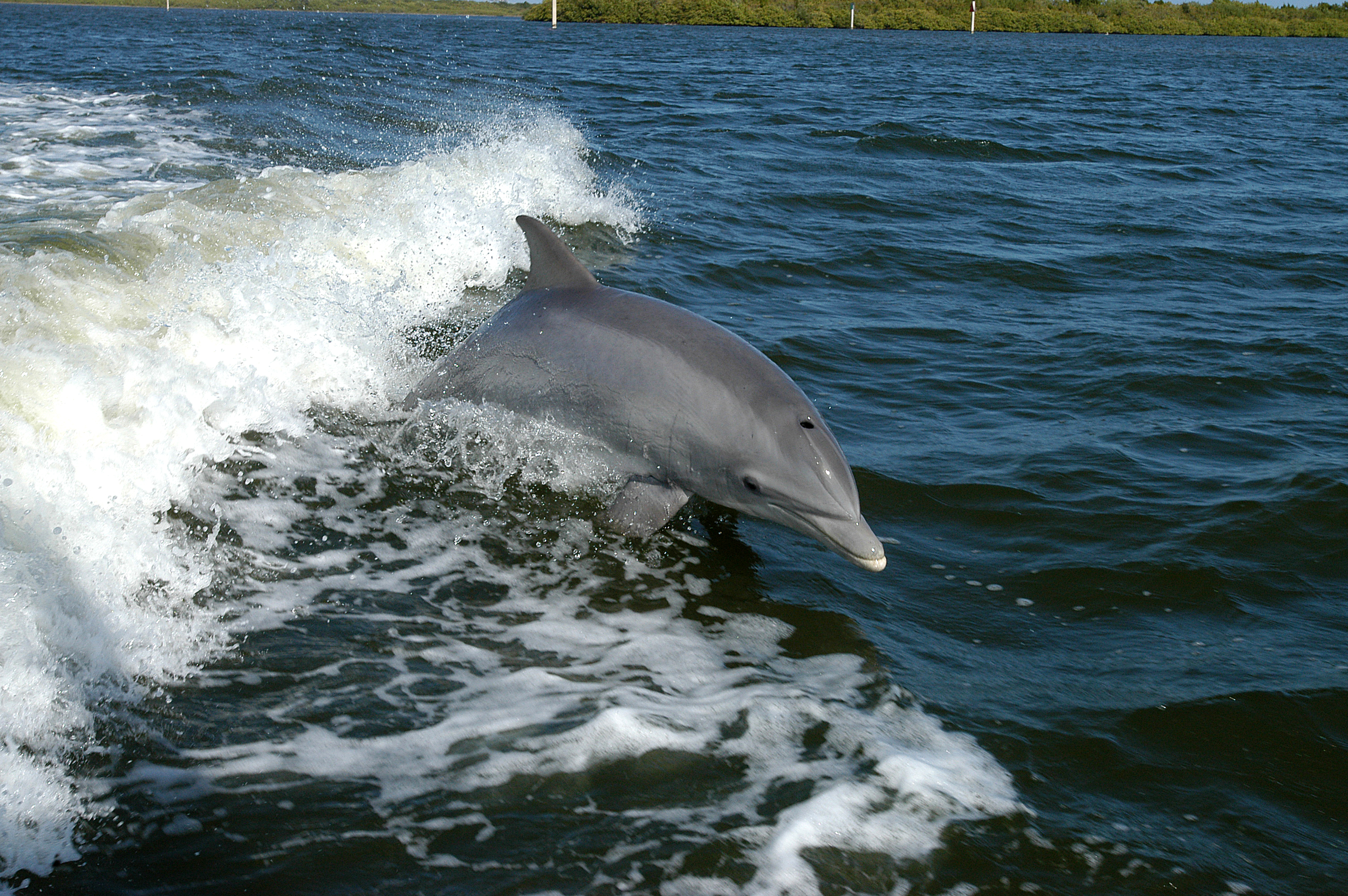
دولفين قاروري الأنف يقفز.

تقوم بقفزات متنقلة، والضفادع الهندية التي تقوم بقفزات ثابتة من الماء.
نادراً ما تخضع الكائنات القافزة لقوى ديناميكية هوائية كبيرة، ونتيجة لذلك تخضع قفزاتها للقوانين الفيزيائية الأساسية للمسارات الباليستية. في حين أن الطائر قد يقفز في الهواء لبدء الرحلة، لا تعتبر أي حركة يقوم بها بمجرد طيرانه قفزة، حيث لم تعد ظروف القفز الأولية تملي مسار طيرانه.
بعد لحظة الإطلاق (أي الفقد الأولي للتلامس مع الركيزة)، سوف يجتاز العبور مساراً مكافئاً. تحدد زاوية الإطلاق وسرعة الإطلاق الأولية مسافة السفر ومدة القفزة وارتفاعها. تحدث أقصى مسافة انتقال أفقية ممكنة بزاوية إطلاق تبلغ 45 درجة، ولكن أي زاوية إطلاق بين 35 و 55 درجة ستؤدي إلى تسعين بالمائة من أقصى مسافة ممكنة.

قفزة منفصلة تقوم بها راقصة أكرو. هذه واحدة من عدة أنواع من القفزات الموجودة في الرقص.

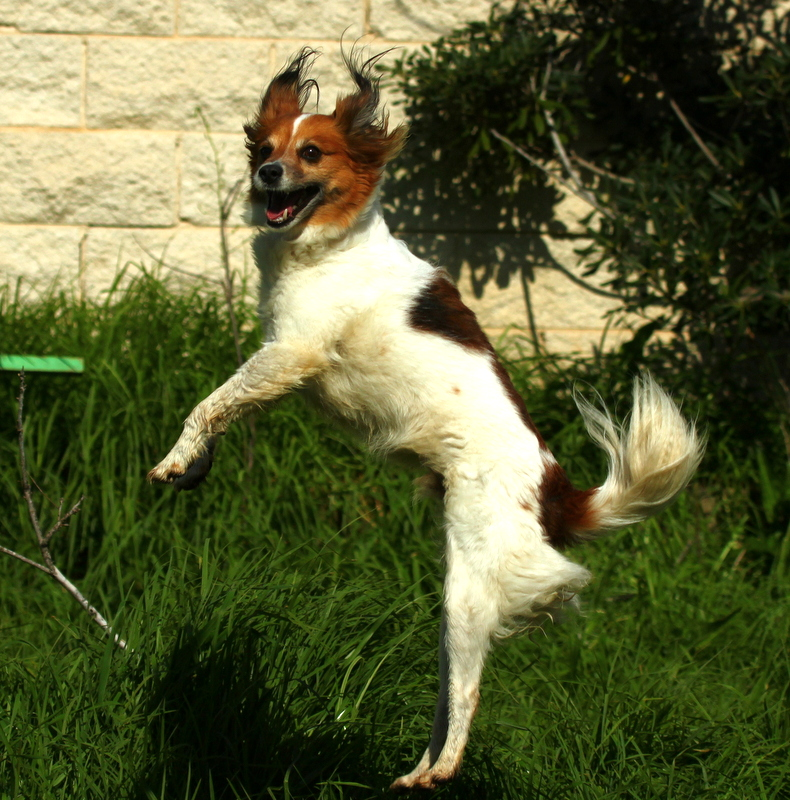
كلب يقفز من وضعية ثابتة.

تقوم العضلات (أو المحركات الأخرى في الأنظمة غير الحية) بعمل بدني، مضيفة الطاقة الحركية إلى جسم العبور على مدار المرحلة الدافعة للقفز. ينتج عن هذا طاقة حركية عند الإطلاق تتناسب مع مربع سرعة العبور. كلما زاد العمل الذي تقوم به العضلات، زادت
سرعة الإطلاق، وبالتالي زادت التسارع وقصر الفاصل الزمني لمرحلة الدفع للقفزة.
تعد القوة الميكانيكية (العمل لكل وحدة زمنية) والمسافة التي يتم تطبيق هذه القوة عليها (مثل طول الساق) من المحددات الرئيسية لمسافة القفزة والارتفاع. نتيجة لذلك، تمتلك العديد من الحيوانات القافزة أرجلاً وعضلات طويلة تم تحسينها للحصول على أقصى قدر من القوة وفقاً لعلاقة القوة والسرعة للعضلات. ومع ذلك، فإن أقصى إنتاج للطاقة للعضلات محدود. للتحايل على هذا القيد، تقوم العديد من الأنواع القافزة بتمديد العناصر المرنة ببطء، مثل الأوتار؛ لتخزين العمل كطاقة إجهاد. يمكن لمثل هذه العناصر المرنة إطلاق الطاقة بمعدل أعلى بكثير (طاقة أعلى) من الكتلة العضلية المكافئة، وبالتالي زيادة طاقة الإطلاق إلى مستويات تتجاوز ما تستطيع العضلات وحدها القيام به.
قد يكون العبور ثابتاً أو متحركاً عند بدء القفز. في القفز من ثابت (أي قفزة ثابتة)، يتم تنفيذ كل العمل المطلوب لتسريع الجسم من خلال الإطلاق بحركة واحدة. في قفزة متحركة أو قفزة جارية، يقدم العبور سرعة رأسية إضافية عند الإطلاق مع الحفاظ على أكبر قدر ممكن من الزخم الأفقي. على عكس القفزات الثابتة، حيث تكون الطاقة الحركية للقفز عند الإطلاق ناتجة فقط عن حركة القفزة، فإن القفزات المتحركة لها طاقة أعلى ناتجة عن تضمين السرعة الأفقية التي تسبق القفزة. وبالتالي يمكن للقافزين القفز لمسافات أكبر عند البدء من الجري.

## تشريح
تستخدم الحيوانات مجموعة متنوعة من التعديلات التشريحية للقفز. تهتم هذه التكيفات حصرياً بالإطلاق، حيث إن أي طريقة بعد الإطلاق لتوسيع النطاق أو التحكم في القفزة يجب أن تستخدم قوى ديناميكية هوائية، وبالتالي تعتبر انزلاقاً أو هبوطاً بالمظلات.
نادراً ما تعرض الأنواع المائية أي تخصصات معينة للقفز. عادةً ما يتكيف القافزين الجيدين بشكل أساسي مع السرعة، ويقومون بالقفزات المتحركة ببساطة عن طريق السباحة إلى

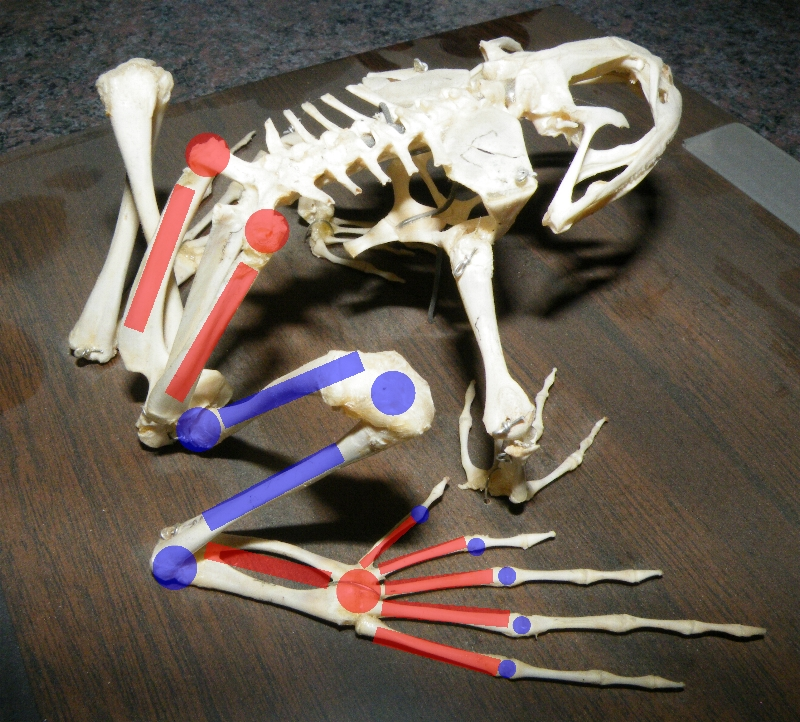
هيكل عظمي للضفدع، يظهر استطالة عظام الأطراف والمفاصل الإضافية. تشير العلامات الحمراء إلى استطالة العظام بشكل كبير في الضفادع والمفاصل التي أصبحت متحركة. يشير اللون الأزرق إلى المفاصل والعظام التي لم يتم تعديلها، أو أنها ممدودة إلى حد ما.

السطح بسرعة عالية. هناك عدد قليل من الأنواع المائية في المقام الأول التي يمكنها القفز أثناء وجودها على الأرض، مثل قاذفات الطين التي تقوم بذلك عن طريق تحريك ذيلها.

### علم تشكيل الأطراف
في الحيوانات الأرضية، الهيكل الدافع الأساسي هو الأرجل، على الرغم من أن بعض الأنواع تستخدم ذيولها. تشمل الخصائص النموذجية لأنواع القفز الأرجل الطويلة وعضلات الساق الكبيرة وعناصر الأطراف الإضافية.
تعمل الأرجل الطويلة على زيادة الوقت والمسافة التي تمكن للحيوان القافز الدفع خلالها ضد الركيزة، مما يتيح مزيداً من القوة ويقفز أسرع وأبعد. يمكن أن تولد عضلات الساق الكبيرة قوة أكبر، مما يؤدي إلى تحسين أداء القفز. بالإضافة إلى عناصر الساق الممدودة، قامت العديد من الحيوانات القافزة بتعديل عظام القدم والكاحل التي تكون ممدودة ولديها مفاصل إضافية، مما يضيف بشكل فعال المزيد من القطع إلى الأطراف وحتى المزيد من الطول.
تعد الضفادع مثالاً ممتازاً لجميع الاتجاهات الثلاثة: يمكن أن تكون أرجل الضفادع ضعف طول الجسم تقريباً، وقد تمثل عضلات الساق ما يصل إلى عشرين بالمائة من وزن الجسم، ولم تطيل القدم والساق والفخذ فحسب، بل تمد الكاحل عظام في مفصل طرف آخر ومدت بالمثل عظام الورك واكتسبت القدرة على الحركة في العجز للحصول على «مفصل إضافي» ثانٍ. ولهذا فإن الضفادع هي بطلة القفز على الفقاريات بلا منازع، حيث تقفز أكثر من خمسين طولاً للجسم، أي مسافة تزيد عن ثمانية أقدام.

### تضخيم القوة من خلال الطاقة المخزنة
يستخدم الجنادب تخزيناً مرناً للطاقة لزيادة مسافة القفز. على الرغم من أن خرج الطاقة هو المحدد الرئيسي لمسافة القفز (كما هو مذكور أعلاه)، فإن القيود الفسيولوجية تحد من قوة العضلات إلى ما يقرب من 375 واط لكل كيلوغرام من العضلات. للتغلب على هذا القيد، يقوم الجنادب بتثبيت أرجلهم عبر «آلية الالتقاط» الداخلية بينما تقوم عضلاتهم بتمديد العضلة المرنة (على غرار وتر الفقاريات). عندما يتم تحرير المصيد، فإن يطلق طاقته بسرعة. نظراً لأن الأوتار تطلق الطاقة بشكل أسرع من العضلات، فإن إنتاجها من الطاقة يتجاوز طاقة إنتاج العضلات.

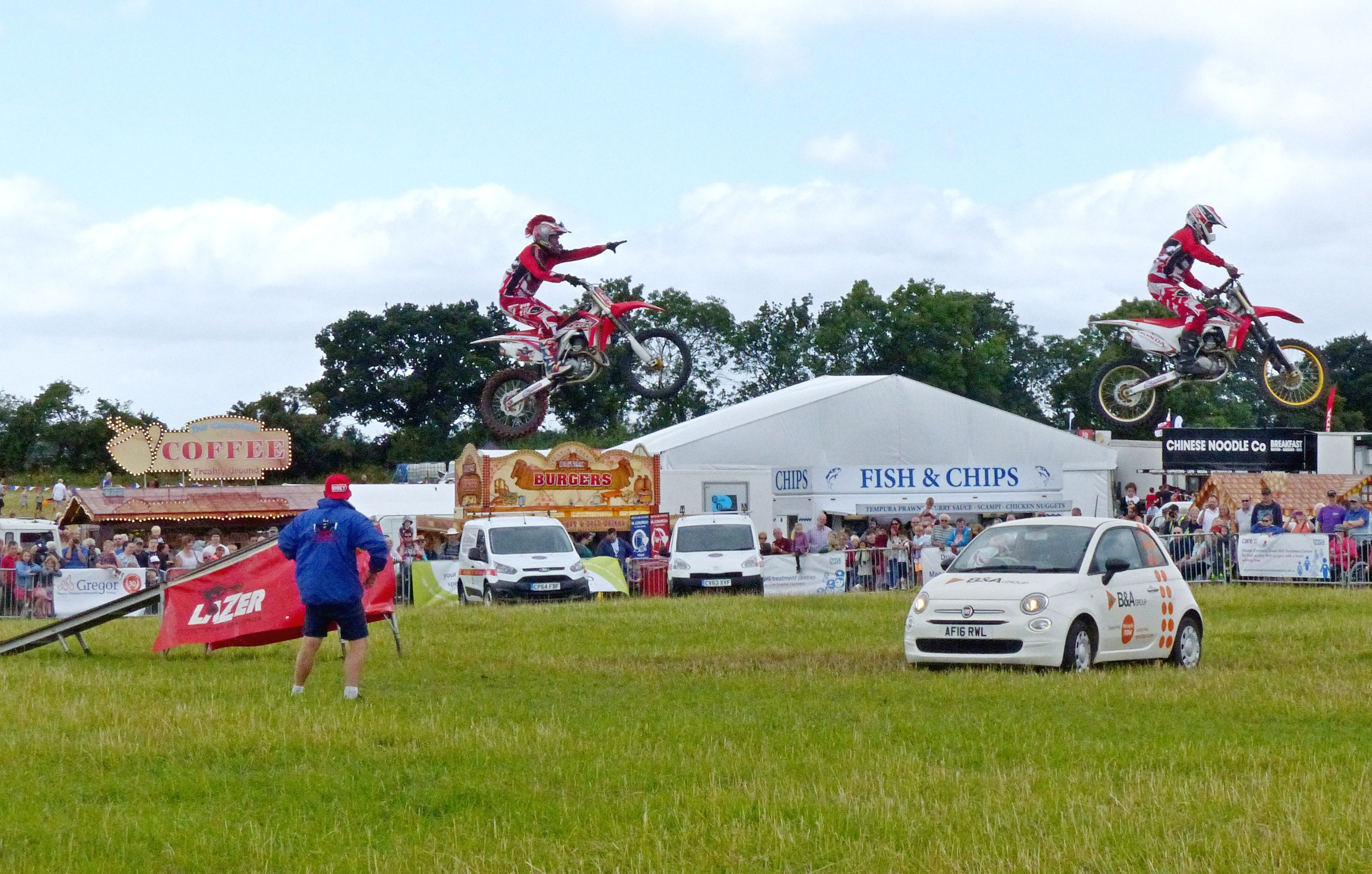
دراجتان ناريتان تقفزان على سيارة في معرض ريفي بإنجلترا.

هذا مشابه لرمي الإنسان سهماً باليد مقابل استخدام القوس؛ يسمح استخدام التخزين المرن (القوس) للعضلات بالعمل بالقرب من متساوي القياس على منحنى السرعة والقوة. يتيح
ذلك للعضلات أداء العمل لفترة أطول وبالتالي إنتاج طاقة أكثر مما يمكن أن تفعله بخلاف ذلك ، بينما يطلق العنصر المرن الذي يعمل بشكل أسرع من العضلات. تم العثور على استخدام تخزين الطاقة المرنة في قفز الثدييات وكذلك في الضفادع، مع زيادات متناسبة في الطاقة تتراوح من ضعفين إلى سبعة أضعاف كتلة العضلات المكافئة.

## تصنيف
طريقة واحدة لتصنيف القفز هي طريقة نقل القدم. في نظام التصنيف هذا، يتم تمييز خمسة أشكال أساسية للقفز:
- القفز من على قدمين والهبوط.
- القفز من قدم واحدة والهبوط على نفس القدم.
- القفز من قدم واحدة والهبوط على القدم الأخرى.
- القفز من قدم واحدة والهبوط على قدمين.
- القفز من قدمين والهبوط على قدم واحدة.

القفز من قدم واحدة والهبوط على القدم الأخرى والذي يختلف عن القفز من الركض (انظر الحركة)، تشمل الضرب بالعصا والركض والشق.

## أجهزة وتقنيات تحسين الطول
يمكن زيادة ارتفاع القفزة باستخدام المنطة (الترامبولين) أو عن طريق تحويل السرعة الأفقية إلى سرعة عمودية بمساعدة جهاز مثل نصف أنبوب.
يمكن استخدام تمارين مختلفة لزيادة ارتفاع القفز العمودي للرياضي. فئة واحدة من هذه التمارين - تدريب القفز- تستخدم تكرار الحركات المنفصلة المتعلقة بالقفز لزيادة السرعة وخفة الحركة والقوة.

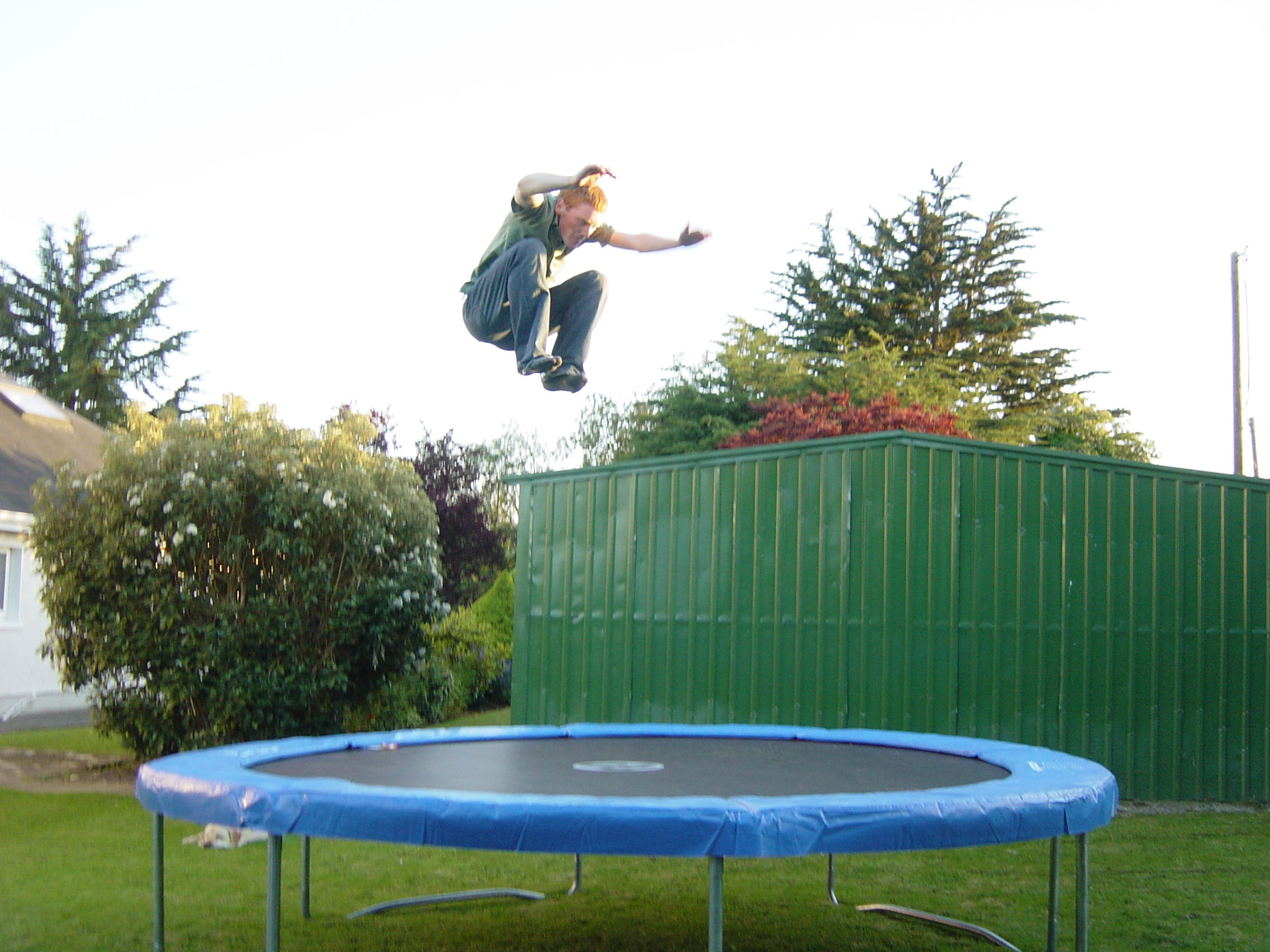
شخص يقفز على الترامبولين (منطة).

لقد ثبت في البحث أن الأطفال الأكثر نشاطاً بدنياً يظهرون أنماط قفز أكثر كفاءة (جنباً إلى جنب مع المهارات الحركية الأساسية الأخرى).
ويلاحظ أيضاً أن تطور القفز عند الأطفال له علاقة مباشرة بالعمر. مع تقدم الأطفال في السن، يُلاحظ أن قدراتهم على القفز في جميع الأشكال تزداد أيضاً. يمكن التعرف على تطور
القفز بسهولة أكبر لدى الأطفال بدلاً من البالغين نظراً لوجود اختلافات جسدية أقل في سن أصغر. قد يختلف البالغون من نفس العمر اختلافاً كبيراً من حيث اللياقة البدنية والرياضية مما يجعل من الصعب رؤية كيف يؤثر العمر على القدرة على القفز.